# Четвёртый (фильм)
«Четвёртый» — советский фильм 1972 года режиссёра Александра Столпера, по одноимённой пьесе К. Симонова, датируемой 1961 годом.

## Сюжет
Вторая мировая война. Экипаж американского самолёта попадает в немецкий лагерь. Трое членов экипажа решают пожертвовать своими жизнями, чтобы дать возможность бежать остальным заключённым. Главный герой фильма — четвёртый член экипажа (Он) — хочет присоединиться к ним, но командир и однополчане отказывают ему, так как для осуществления задуманного нужны только трое, а четвёртый человек вызовет подозрение фашистов и сделает план побега неосуществимым. Прощаясь с уходящими на смерть друзьями, главный герой говорит:

— По правде говоря, Дик (так зовут командира летающей крепости), мне будет совестно жить.

— А ты живи так, чтобы тебе не было совестно.

Лётчики погибают, но многие заключённые, в том числе и главный герой, бегут из лагеря.
Проходит пятнадцать лет, и бывший узник становится известным преуспевающим американским журналистом. Перед поездкой в Европу на сессию НАТО герой узнаёт о преступных планах американской авиаразведки — фактически речь идёт о неминуемо грядущем военном конфликте между СССР и США. Перед героем фильма встаёт дилемма: сделать заявление, обнародовав известные ему детали спланированной провокации, лишившись при этом всех жизненных благ, либо промолчать.
Накануне отлёта из США герой навещает бывшую жену, у которой проводит ночь, вспоминая свою жизнь (в том числе: предательство идеалов, за которые приходилось сражаться во время Второй мировой и войны в Испании; предательство своих друзей, членов послевоенной американской коммунистической партии) и делает непростой для себя выбор.

## В ролях
- Владимир Высоцкий — Он, журналист
- Маргарита Терехова — Кэт, женщина, которую Он любил
- Сергей Шакуров — Дик
- Александр Кайдановский — Штурман
- Сергей Сазонтьев — Второй пилот
- Юрий Соломин — Чарльз Говард
- Татьяна Васильева — Бэтси, женщина, на которой Он женился (в титрах — Татьяна Ицыкович)
- Марис Лиепа — Джек Уиллер (озвучивает Вячеслав Тихонов[1])
- Армен Джигарханян — Гвиччарди
- Юозас Будрайтис — Бен Кроу
- Михай Волонтир — Бонар
- Лев Дуров — Вандеккер
- Лев Круглый — Тедди Франк
- Зинаида Славина — вдова Гвиччарди
- Леонид Кулагин — председатель комиссии

## Съёмочная группа
- Автор сценария и режиссёр-постановщик: Александр Столпер
- Главный оператор: Валентин Железняков
- Главный художник: Михаил Карташов
- Композитор: Ян Френкель

## Пьеса
В начале 1960-х пьеса «Четвёртый» исполнялась многими театральными коллективами страны, например, такими, как БДТ и «Современник».